# Anisothecium javanicum
Anisothecium javanicum är en bladmossart som beskrevs av Brotherus 1924. Anisothecium javanicum ingår i släktet Anisothecium och familjen Dicranaceae. Inga underarter finns listade i Catalogue of Life.